# Hersteld Apostolische Zendingkerk - Stam Juda

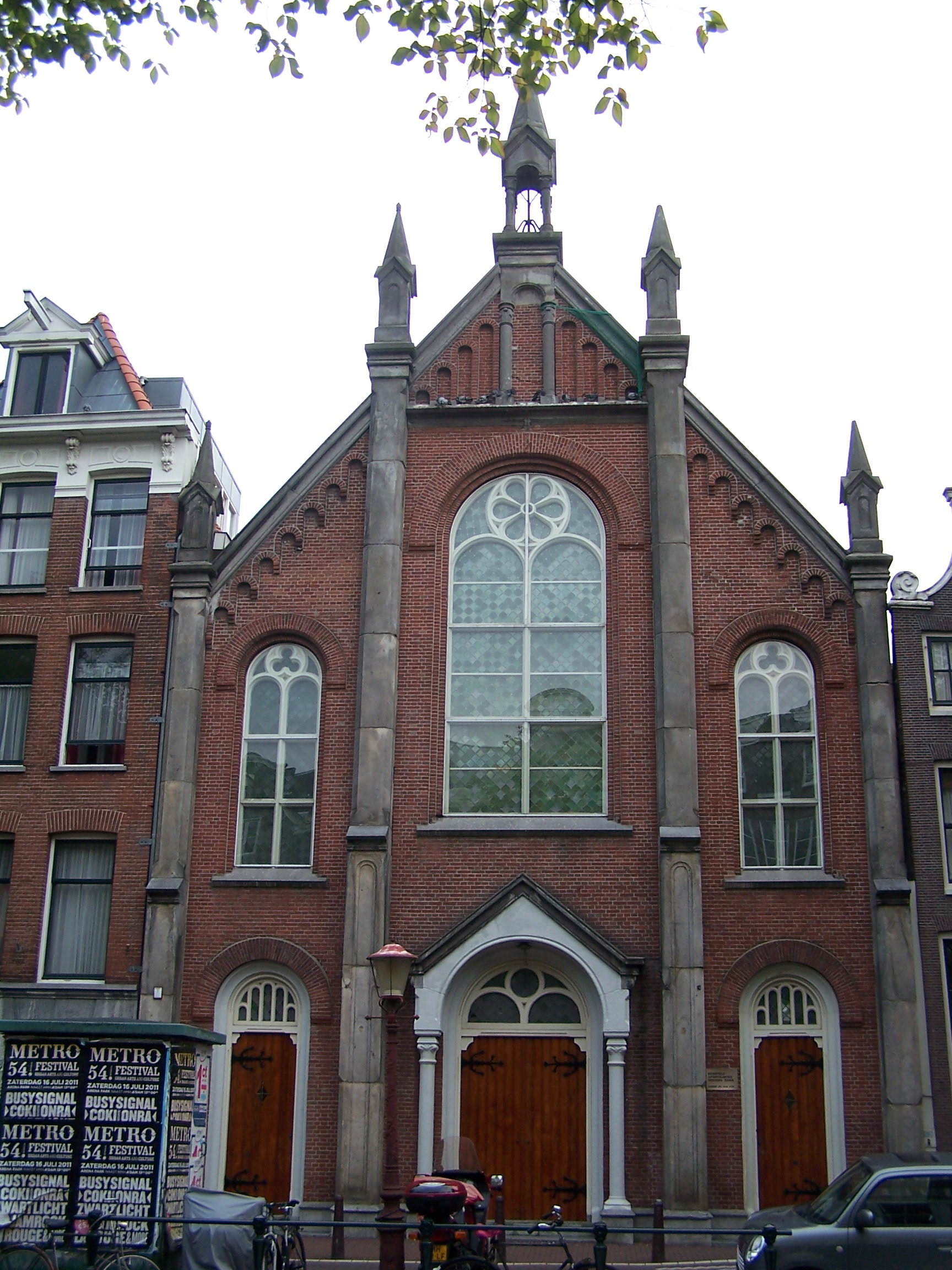
Gebouw van de Hersteld Apostolische Zendingskerk aan de Bloemgracht in Amsterdam

De Hersteld Apostolische Zendingkerk - stam Juda is een klein chiliastisch kerkgenootschap met omstreeks 2005 twee gemeenten in Nederland, in Amsterdam en Arnhem. Eind 20e eeuw ook nog een klein groepje in Zwolle. 

## Ontstaan
In 1970 en 1971 kwam een aantal - vooral Arnhemse - profeten binnen de Hersteld Apostolische Zendingkerk (HAZK) in opstand tegen de apostolische profetering van J. van der Poorten. In diens profetering werd opgeroepen tot herstel van de oude apostolische bedieningen en orde, die in de 20e eeuw, tijdens het apostolaat van Van Bemmel en daarna, verloren waren gegaan. In 1969 had een deel van de gelovigen zich hierom op initiatief van profeet H.M. van Bemmel reeds afgescheiden in de Hersteld Apostolische Zendingkerk II, die nu onder leiding staat van apostel H.F. Rijnders.
In 1971 werden alle dienaren die blijk hadden gegeven van hun bereidheid hun kerkelijke ambten neer te leggen, vanwege de door hen betreurde scheuring van 1863, door de apostel voor Nederland, D.W. Ossebaar, op profetisch bevel buiten de deur gezet.
Nu alle weerstand was verwijderd, kregen de vooral uit Arnhem afkomstige profeten vrij spel en werden vele algemeen christelijke beginselen afgeschaft. Zo ontstond een grote chaos die feitelijk leidde tot de ondergang van de toenmalige HAZK.
Men ging vervolgens nog een korte periode samenwerking aan met een pinkstergroepering, waardoor oorspronkelijke apostolische beginselen nog verder werden uitgehold. Door de gebeurtenissen bleef slechts een handjevol leden over, die zich vooral persoonlijk verbonden voelden met apostel Ossebaar.

## Nieuw begin
Nadat men uiteindelijk zelf constateerde op een dood spoor te zitten, werd er een boetedienst gehouden, waarmee men te kennen gaf een nieuwe start te willen maken en weer te willen terugkeren tot de basisbeginselen van het christelijk geloof. Aan de kerknaam werd Stam Juda toegevoegd, ter onderscheid van de gemeenten onder leiding van H.F. Rijnders met dezelfde naam.
Na het overlijden van apostel Ossebaar in 1991 werd hij in deze hoedanigheid opgevolgd door de opziener van de Amsterdamse gemeente, B. van den Bosch. Een conflict van v/d Bosch met profeet H.C. Pullen en herder Esmeijer leidde in 1992 tot hun vertrek. In 1995 zochten zij aansluiting bij de Oud-Apostolische Kerk.

## Contacten
Sinds 1981 werden contacten onderhouden met de Gemeente van Apostolische Christenen en sinds 1990 met de Nieuw-apostolische kerk. In september 2000 werd deelgenomen aan het concilie van Apostolische Gemeentes, dat op initiatief van de Nieuw-Apostolische Kerk werd gehouden. Andere deelnemers waren de Vereniging van Apostolische Gemeenten en de Apostolische Gemeinde des Saarlandes. De contacten met de GvAC zijn echter begin 2005 beëindigd, vooral vanwege het voornemen van de GvAC om vrouwen tot ambtsdrager te wijden. Sinds 2019 worden er weer contacten onderhouden met de Gemeente van Apostolische Christenen  .
Het maandblad van de HAZK - stam Juda (uitgegeven sinds 1981) heette 'Vrede zij U!'.

## Leden en gemeenten
De twee gemeenten (in Amsterdam en Arnhem) telden enkele tientallen leden. Het Amsterdamse kerkgebouw aan de Bloemgracht 98 biedt plaats aan ongeveer 600 personen. Het Arnhemse kerkgebouw, dat na de Tweede Wereldoorlog was gebouwd op de hoek van de Spijkerstraat en de Karel van Gelderstraat, werd in 1990 verruild voor een kleinere behuizing aan de Amsterdamseweg 17a. Dit gebouwtje werd nog aangekocht door apostel Ossebaar en na diens dood ingewijd door apostel Van den Bosch. Sinds 2010 staan de gemeente in Amsterdam en Arnhem ('Filadelfia') apart en in 2019 is het kerkgebouw aan de Bloemgracht 98 verkocht aan een projectontwikkelaar. Er schijnen in Amsterdam geen bijeenkomsten van de HAZK-Stam Juda meer te zijn.